# Torneo Apertura 2023 (Panamá)
El Torneo Apertura 2023, oficialmente llamado por motivo de patrocinio Liga LPF Tigo Apertura 2023, fue la quincuagésima octava edición de la  máxima división panameña, siendo el inicio de la temporada 2023. El torneo inició el 13 de enero.
El campeón defensor fue el Club Atlético Independiente de La Chorrera, el cual obtuvo el título del Torneo Clausura 2022.
La final fue disputada el 27 de mayo en el Estadio Rommel Fernández Gutiérrez coronando como Campeón del torneo al Club Atlético Independiente, luego de vencer 3-1 al Tauro FC y logrando convertirse en Bicampeón Nacional.

## Novedades
- La franquicia de Umecit FC hizo su debut en la LPF, ocupando el cupo y sede dejado por el Veraguas United FC en la ciudad de Atalaya, Provincia de Veraguas.[2][3]

## Sistema de competición
El torneo de la Liga Tigo Apertura 2023, está conformado en dos partes:
- Fase de clasificación: Se integra por dos conferencias de seis equipos por 16 jornadas del torneo.
- Fase final: Se integra por los partidos de play-offs, semifinal y final.

### Fase de clasificación
En la fase de clasificación se observará el sistema de puntos. La ubicación en la tabla general está sujeta a lo siguiente:
- Por juego ganado se obtendrán tres puntos.
- Por juego empatado se obtendrá un punto.
- Por juego perdido no se otorgan puntos.

En esta fase participan los 12 clubes de la LPF jugando en dos grupos llamados conferencias durante las 16 jornadas respectivas.

### Fase final
Los seis clubes mejor ubicados en la tabla de posiciones clasifican a la fase eliminatoria. Los dos primeros tienen derecho a jugar semifinales directamente y a cerrar la serie como local, mientras que los otros cuatro jugarán a partido único un play-off. En caso de un empate en los encuentros se disputaran tiempos extras; dos tiempos de 15 minutos cada uno. De persistir el resultado, el partido se definirá desde la tanda de los penales. 
La primera etapa se desarrolla de la siguiente manera (Play-Offs):
La segunda etapa de la fase final consiste en unas semifinales que se jugarán a partido único. En caso de que la igualdad persista, se procederá a jugar tiempos extras y eventualmente penales. Las semifinales se desarrollarán de la siguiente manera:
En la Final del torneo se reubicarán los clubes de acuerdo a su posición en la tabla. Para determinar el conjunto local y visitante en el juego, respectivamente, para este torneo la final será a partido único y se jugará en el Estadio Rommel Fernández. En caso de que la igualdad persista, se procederá a jugar tiempos extras y eventualmente penales.

## Equipos participantes

### Equipos por provincias
| Provincia    | N.º | Equipos                                                                        |
| ------------ | --- | ------------------------------------------------------------------------------ |
| Panamá       | 5   | Alianza FC, CD Plaza Amador, Potros del Este, Sporting San Miguelito, Tauro FC |
| Panamá Oeste | 2   | CA Independiente, San Francisco FC                                             |
| Coclé        | 1   | CD Universitario                                                               |
| Colón        | 1   | Deportivo Árabe Unido                                                          |
| Chiriquí     | 1   | CD Atlético Chiriquí                                                           |
| Herrera      | 1   | Herrera FC                                                                     |
| Veraguas     | 1   | Umecit FC                                                                      |
| Total        | 12  |                                                                                |

### Información de los equipos participantes
| Equipo                 | Entrenador        | Ciudad                    | Estadio                   | Capacidad | Patrocinador                                                            | Kit      |
| ---------------------- | ----------------- | ------------------------- | ------------------------- | --------- | ----------------------------------------------------------------------- | -------- |
| Alianza                | Jair Palacios     | Panamá, Panamá            | Javier Cruz García        | 700       | 2 patrocinadores ShowTime Clinilab Panamá                               | Keuka    |
| Atlético Chiriquí      | Dayron Pérez      | David, Chiriquí           | San Cristóbal             | 2 890     | 2 patrocinadores Transporte Rivera Hermanos S.A. Hotel Ciudad de David  |          |
| Árabe Unido            | Julio Dely Valdés | Colón, Colón              | Armando Dely Valdés       | 1 121     | 3 patrocinadores Betcha.pa AguAseo Kendall Motor Oil                    | Kelme    |
| Atlético Independiente | Franklin Narváez  | La Chorrera, Panamá Oeste | Agustín "Muquita" Sánchez | 3 000     | 2 patrocinadores Altos De La Pradera Powerade                           | Everlast |
| Herrera                | Miguel Corral     | Chitré, Herrera           | Los Milagros              | 1 000     | 2 patrocinadores Varela Hermanos S.A. Betcris                           | Adidas   |
| Plaza Amador           | Ameth de León     | Panamá, Panamá            | Javier Cruz García        | 700       | 2 patrocinadores Sportium SPARK                                         | Puma     |
| Potros del Este        | Daniel Blanco     | Panamá, Panamá            | Javier Cruz García        | 700       | Bridgestone                                                             | Luanvi   |
| San Francisco          | Gary Stempel      | La Chorrera, Panamá Oeste | Agustín "Muquita" Sánchez | 3 000     | Betcha.pa                                                               | Strik3r  |
| Sporting San Miguelito | Felipe Borowsky   | San Miguelito, Panamá     | Los Andes                 | 1 450     | Sparkle Power S.A.                                                      | Spirits  |
| Tauro                  | Diego Gutierre    | Panamá, Panamá            | Rommel Fernández          | 32 450    | 3 patrocinadores Betcha.pa Universidad del Istmo Kentucky Fried Chicken | Patrick  |
| Universitario          | Julio Infante     | Penonomé, Coclé           | Universidad Latina        | 3 500     | 3 patrocinadores Universidad Latina Learding Vila Banco LAFISE          | Sheffy   |
| Umecit                 | Fredy Romero      | Atalaya, Veraguas         | Rafael Rodríguez          | 500       | UMECIT                                                                  | Adidas   |

Datos actualizados al 27 de abril de 2023.
- Nota: (*)  Los equipos utilizaron dichos estadios sólo por este torneo.

### Cambios de entrenadores
| Equipo       | Entrenador saliente | Fecha de salida         | Jornada dirigida | Tipo de despido      | Reemplazado por          | Fecha de llegada        |
| ------------ | ------------------- | ----------------------- | ---------------- | -------------------- | ------------------------ | ----------------------- |
| Herrera      | Nino Valencia       | 20 de diciembre de 2022 | Pretemporada     | Fin de contrato      | Miguel Corral            | 21 de diciembre de 2022 |
| Plaza Amador | Jorge Dely Valdés   | 31 de octubre de 2022   | Pretemporada     | Recisión de contrato | Saúl Maldonado           | 2 de diciembre de 2022  |
| Plaza Amador | Saúl Maldonado      | 16 de abril de 2023     | (1 - 14)         | Renuncia             | Ameth de León (Interino) | 16 de abril de 2023     |
| Tauro        | Francisco Perlo     | 23 de abril de 2023     | (1 - 15)         | Recisión de contrato | Diego Gutierre           | 23 de abril de 2023     |

## Fase de Clasificación

### Conferencia Este
| Pos. | Equipo             | Pts. | PJ | G | E | P | GF | GC | Dif. | Notas                                  |
| ---- | ------------------ | ---- | -- | - | - | - | -- | -- | ---- | -------------------------------------- |
| 1    | Sporting S. M.     | 27   | 16 | 7 | 6 | 3 | 20 | 13 | +7   | Acceso directo a las semifinales.      |
| 2    | C. D. Plaza Amador | 22   | 16 | 6 | 4 | 6 | 19 | 17 | +2   | Acceso a los play-offs de semifinales. |
| 3    | Tauro F. C.        | 22   | 16 | 6 | 4 | 6 | 15 | 13 | +2   | Acceso a los play-offs de semifinales. |
| 4    | Potros del Este    | 20   | 16 | 6 | 2 | 8 | 22 | 25 | −3   |                                        |
| 5    | C. D. Árabe Unido  | 19   | 16 | 4 | 7 | 5 | 14 | 12 | +2   |                                        |
| 6    | Alianza F. C.      | 19   | 16 | 5 | 4 | 7 | 11 | 17 | −6   | Último lugar.                          |

Actualizado a los partidos jugados el 29 de abril de 2023.
 Fuente: LPF, Soccerway.

### Conferencia Oeste
| Pos. | Equipo                  | Pts. | PJ | G | E | P  | GF | GC | Dif. | Notas                                  |
| ---- | ----------------------- | ---- | -- | - | - | -- | -- | -- | ---- | -------------------------------------- |
| 1    | C. A. Independiente     | 30   | 16 | 9 | 3 | 4  | 33 | 17 | +16  | Acceso directo a las semifinales.      |
| 2    | Herrera F. C.           | 27   | 16 | 7 | 6 | 3  | 24 | 14 | +10  | Acceso a los play-offs de semifinales. |
| 3    | C. D. Universitario     | 22   | 16 | 6 | 4 | 6  | 18 | 22 | −4   | Acceso a los play-offs de semifinales. |
| 4    | Umecit F. C.            | 21   | 16 | 5 | 6 | 5  | 14 | 14 | 0    |                                        |
| 5    | San Francisco F. C.     | 18   | 16 | 3 | 9 | 4  | 11 | 17 | −6   |                                        |
| 6    | C. D. Atlético Chiriquí | 12   | 16 | 3 | 3 | 10 | 13 | 33 | −20  | Último lugar.                          |

Actualizado a los partidos jugados el 29 de abril de 2023.
 Fuente: LPF, Soccerway.
| Simbología |
| --- |
| Pos – Posición; PJ – Partidos Jugados; PG - Partidos Ganados; PE - Partidos Empatados; PP - Partidos Perdidos; GF – Goles a Favor; GC – Goles en Contra; DIF – Diferencia de Goles; PTS - Puntos. |

### Evolución de la clasificación
Conferencia Este 
| Jornada            | 01 | 02 | 03 | 04 | 05 | 06 | 07 | 08 | 09 | 10 | 11 | 12 | 13 | 14 | 15 | 16 |
| Equipo             |    |    |    |    |    |    |    |    |    |    |    |    |    |    |    |    |
| ------------------ | -- | -- | -- | -- | -- | -- | -- | -- | -- | -- | -- | -- | -- | -- | -- | -- |
| Sporting S. M.     | 1  | 2  | 1  | 1  | 1  | 1  | 1  | 2  | 2  | 2  | 2  | 2  | 1  | 1  | 1  | 1  |
| C. D. Plaza Amador | 4  | 3  | 2  | 3  | 4  | 4  | 5  | 6  | 6  | 3  | 3  | 4  | 4  | 6  | 3  | 2  |
| Tauro F. C.        | 6  | 5  | 3  | 2  | 2  | 2  | 2  | 1  | 1  | 1  | 1  | 1  | 2  | 2  | 4  | 3  |
| C. D. del Este     | 5  | 6  | 6  | 6  | 6  | 6  | 6  | 3  | 4  | 6  | 4  | 6  | 6  | 4  | 6  | 4  |
| C. D. Árabe Unido  | 3  | 1  | 4  | 4  | 3  | 3  | 4  | 4  | 3  | 4  | 5  | 3  | 3  | 5  | 2  | 5  |
| Alianza F. C.      | 2  | 4  | 5  | 5  | 5  | 5  | 3  | 5  | 5  | 5  | 6  | 5  | 5  | 3  | 5  | 6  |

 Conferencia Oeste 
| Jornada             | 01 | 02 | 03 | 04 | 05 | 06 | 07 | 08 | 09 | 10 | 11 | 12 | 13 | 14 | 15 | 16 |
| Equipo              |    |    |    |    |    |    |    |    |    |    |    |    |    |    |    |    |
| ------------------- | -- | -- | -- | -- | -- | -- | -- | -- | -- | -- | -- | -- | -- | -- | -- | -- |
| C. A. Independiente | 1  | 3  | 4  | 3  | 1  | 1  | 1  | 1  | 1  | 1  | 2  | 1  | 2  | 1  | 1  | 1  |
| Herrera F. C.       | 2  | 1  | 1  | 2  | 2  | 3  | 2  | 2  | 2  | 2  | 1  | 2  | 1  | 2  | 2  | 2  |
| C. D. Universitario | 4  | 4  | 2  | 1  | 3  | 2  | 3  | 3  | 3  | 3  | 3  | 3  | 3  | 3  | 3  | 3  |
| Umecit F. C.        | 6  | 5  | 5  | 5  | 6  | 6  | 6  | 6  | 6  | 5  | 4  | 5  | 5  | 4  | 4  | 4  |
| San Francisco F. C. | 3  | 2  | 3  | 4  | 4  | 5  | 4  | 4  | 5  | 4  | 5  | 4  | 4  | 5  | 5  | 5  |
| Atlético Chiriquí   | 5  | 6  | 6  | 6  | 5  | 4  | 5  | 5  | 5  | 6  | 6  | 6  | 6  | 6  | 6  | 6  |

Notas: * Indica la posición del equipo con un partido pendiente.

### Tabla de posiciones
| Pos. | Equipo                  | Pts. | PJ | G | E | P  | GF | GC | Dif. | Notas            |
| ---- | ----------------------- | ---- | -- | - | - | -- | -- | -- | ---- | ---------------- |
| 1    | C. A. Independiente     | 30   | 16 | 9 | 3 | 4  | 33 | 17 | +16  | Líder del torneo |
| 2    | Herrera F. C.           | 27   | 16 | 7 | 6 | 3  | 24 | 14 | +10  |                  |
| 3    | Sporting S. M.          | 27   | 16 | 7 | 6 | 3  | 20 | 13 | +7   |                  |
| 4    | C. D. Plaza Amador      | 22   | 16 | 6 | 4 | 6  | 19 | 17 | +2   |                  |
| 5    | Tauro F. C.             | 22   | 16 | 6 | 4 | 6  | 15 | 13 | +2   |                  |
| 6    | C. D. Universitario     | 22   | 16 | 6 | 4 | 6  | 18 | 22 | −4   |                  |
| 7    | Umecit F. C.            | 21   | 16 | 5 | 6 | 5  | 14 | 14 | 0    |                  |
| 8    | Potros del Este         | 20   | 16 | 6 | 2 | 8  | 22 | 25 | −3   |                  |
| 9    | Deportivo Árabe Unido   | 19   | 16 | 4 | 7 | 5  | 14 | 12 | +2   |                  |
| 10   | Alianza F. C.           | 19   | 16 | 5 | 4 | 7  | 11 | 17 | −6   |                  |
| 11   | San Francisco F. C.     | 18   | 16 | 3 | 9 | 4  | 11 | 17 | −6   |                  |
| 12   | C. D. Atlético Chiriquí | 12   | 16 | 3 | 3 | 10 | 13 | 33 | −20  | Último lugar.    |

Actualizado a los partidos jugados el 29 de abril de 2023.
 Fuente: Liga Panameña de Fútbol.

## Resultados

### Jornadas
- Los horarios son correspondientes al tiempo de Ciudad de Panamá (UTC-5)
- Puedes mirar el calendario completo aquí

| Jornada 1              | Jornada 1 | Jornada 1         | Jornada 1                 | Jornada 1   | Jornada 1 | Jornada 1 | Jornada 1 | Jornada 1 | Jornada 1 |
| ---------------------- | --------- | ----------------- | ------------------------- | ----------- | --------- | --------- | --------- | --------- | --------- |
| Conferencia Este       |           |                   |                           |             |           |           |           |           |           |
| Local                  | Resultado | Visitante         | Estadio                   | Fecha       | Hora      | TV        |           |           |           |
| Tauro                  | 0 - 1     | Alianza           | Rommel Fernández          | 14 de enero | 20:30     |           |           |           |           |
| Árabe Unido            | 0 - 0     | Plaza Amador      | Armando Dely Valdés       | 15 de enero | 16:00     |           |           |           |           |
| Sporting SM            | 2 - 1     | Potros del Este   | Los Andes                 | 15 de enero | 18:15     |           |           |           |           |
| Conferencia Oeste      |           |                   |                           |             |           |           |           |           |           |
| Local                  | Resultado | Visitante         | Estadio                   | Fecha       | Hora      | TV        |           |           |           |
| Atlético Independiente | 4 - 0     | Umecit            | Agustín "Muquita" Sánchez | 13 de enero | 20:00     |           |           |           |           |
| Universitario          | 0 - 1     | San Francisco     | Universidad Latina        | 14 de enero | 16:00     |           |           |           |           |
| Herrera                | 4 - 0     | Atlético Chiriquí | Los Milagros              | 14 de enero | 8:15      |           |           |           |           |
| Total de goles: 13     |           |                   |                           |             |           |           |           |           |           |

| Jornada 2              | Jornada 2 | Jornada 2         | Jornada 2                 | Jornada 2   | Jornada 2 | Jornada 2 | Jornada 2 | Jornada 2 | Jornada 2 |
| ---------------------- | --------- | ----------------- | ------------------------- | ----------- | --------- | --------- | --------- | --------- | --------- |
| Conferencia Este       |           |                   |                           |             |           |           |           |           |           |
| Local                  | Resultado | Visitante         | Estadio                   | Fecha       | Hora      | TV        |           |           |           |
| Potros del Este        | 1 - 2     | Plaza Amador      | Javier Cruz García        | 20 de enero | 20:00     |           |           |           |           |
| Alianza                | 0 - 2     | Árabe Unido       | Rommel Fernández          | 21 de enero | 20:30     |           |           |           |           |
| Sporting SM            | 2 - 2     | Tauro             | Los Andes                 | 21 de enero | 20:30     |           |           |           |           |
| Conferencia Oeste      |           |                   |                           |             |           |           |           |           |           |
| Local                  | Resultado | Visitante         | Estadio                   | Fecha       | Hora      | TV        |           |           |           |
| Umecit                 | 1 - 1     | San Francisco     | Rafael Rodriguez          | 21 de enero | 16:00     |           |           |           |           |
| Universitario          | 4 - 2     | Atlético Chiriquí | Universidad Latina        | 22 de enero | 16:00     |           |           |           |           |
| Atlético independiente | 1 - 3     | Herrera           | Agustín "Muquita" Sánchez | 22 de enero | 18:15     |           |           |           |           |
| Total de goles: 21     |           |                   |                           |             |           |           |           |           |           |

| Jornada 3          | Jornada 3 | Jornada 3              | Jornada 3                 | Jornada 3   | Jornada 3 | Jornada 3 | Jornada 3 | Jornada 3 | Jornada 3 |
| ------------------ | --------- | ---------------------- | ------------------------- | ----------- | --------- | --------- | --------- | --------- | --------- |
| Conferencia Este   |           |                        |                           |             |           |           |           |           |           |
| Local              | Resultado | Visitante              | Estadio                   | Fecha       | Hora      | TV        |           |           |           |
| Plaza Amador       | 3 - 1     | Alianza                | Javier Cruz García        | 27 de enero | 20:00     |           |           |           |           |
| Tauro              | 2 - 0     | Potros del Este        | Rommel Fernández          | 28 de enero | 20:30     |           |           |           |           |
| Árabe Unido        | 0 - 2     | Sporting SM            | Armando Dely Valdés       | 29 de enero | 16:00     |           |           |           |           |
| Conferencia Oeste  |           |                        |                           |             |           |           |           |           |           |
| Local              | Resultado | Visitante              | Estadio                   | Fecha       | Hora      | TV        |           |           |           |
| San Francisco      | 2 - 2     | Atlético Independiente | Agustín "Muquita" Sánchez | 27 de enero | 20:00     |           |           |           |           |
| Herrera            | 3 - 4     | Universitario          | Los Milagros              | 28 de enero | 18:15     |           |           |           |           |
| Atlético Chiriquí  | 1 - 1     | Umecit                 | San Cristóbal             | 29 de enero | 18:15     |           |           |           |           |
| Total de goles: 21 |           |                        |                           |             |           |           |           |           |           |

| Jornada 4              | Jornada 4 | Jornada 4         | Jornada 4                 | Jornada 4    | Jornada 4 | Jornada 4 | Jornada 4 | Jornada 4 | Jornada 4 |
| ---------------------- | --------- | ----------------- | ------------------------- | ------------ | --------- | --------- | --------- | --------- | --------- |
| Conferencia Este       |           |                   |                           |              |           |           |           |           |           |
| Local                  | Resultado | Visitante         | Estadio                   | Fecha        | Hora      | TV        |           |           |           |
| Alianza                | 0 - 0     | Sporting SM       | Javier Cruz García        | 3 de febrero | 16:00     |           |           |           |           |
| Plaza Amador           | 1 - 2     | Tauro             | Rommel Fernández          | 3 de febrero | 20:30     |           |           |           |           |
| Potros del Este        | 0 - 2     | Árabe Unido       | Javier Cruz García        | 5 de febrero | 18:16     |           |           |           |           |
| Conferencia Oeste      |           |                   |                           |              |           |           |           |           |           |
| Local                  | Resultado | Visitante         | Estadio                   | Fecha        | Hora      | TV        |           |           |           |
| San Francisco          | 0 - 0     | Herrera           | Agustín "Muquita" Sánchez | 3 de febrero | 20:00     |           |           |           |           |
| Universitario          | 1 - 0     | Umecit            | Universidad Latina        | 4 de febrero | 18:15     |           |           |           |           |
| Atlético Independiente | 3 - 0     | Atlético Chiriquí | Agustín "Muquita" Sánchez | 5 de febrero | 16:00     |           |           |           |           |
| Total de goles: 9      |           |                   |                           |              |           |           |           |           |           |

| Jornada 5              | Jornada 5 | Jornada 5       | Jornada 5                 | Jornada 5     | Jornada 5 | Jornada 5 | Jornada 5 | Jornada 5 | Jornada 5 |
| ---------------------- | --------- | --------------- | ------------------------- | ------------- | --------- | --------- | --------- | --------- | --------- |
| Conferencia Este       |           |                 |                           |               |           |           |           |           |           |
| Local                  | Resultado | Visitante       | Estadio                   | Fecha         | Hora      | TV        |           |           |           |
| Alianza                | 0 - 1     | Potros del Este | Javier Cruz García        | 11 de febrero | 20:00     |           |           |           |           |
| Tauro                  | 1 - 1     | Árabe Unido     | Rommel Fernández          | 11 de febrero | 18:15     |           |           |           |           |
| Sporting SM            | 4 - 2     | Plaza Amador    | Los Andes                 | 11 de febrero | 20:30     |           |           |           |           |
| Conferencia Oeste      |           |                 |                           |               |           |           |           |           |           |
| Local                  | Resultado | Visitante       | Estadio                   | Fecha         | Hora      | TV        |           |           |           |
| Atlético Chiriquí      | 3 - 1     | San Francisco   | San Cristóbal             | 10 de febrero | 20:00     |           |           |           |           |
| Atlético Independiente | 4 - 1     | Universitario   | Agustín "Muquita" Sánchez | 12 de febrero | 16:00     |           |           |           |           |
| Herrera                | 1 - 0     | Umecit          | Los Milagros              | 12 de febrero | 18:15     |           |           |           |           |
| Total de goles: 19     |           |                 |                           |               |           |           |           |           |           |

| Jornada 6              | Jornada 6 | Jornada 6       | Jornada 6                 | Jornada 6     | Jornada 6 | Jornada 6 | Jornada 6 | Jornada 6 | Jornada 6 |
| ---------------------- | --------- | --------------- | ------------------------- | ------------- | --------- | --------- | --------- | --------- | --------- |
| Interconferencias      |           |                 |                           |               |           |           |           |           |           |
| Local                  | Resultado | Visitante       | Estadio                   | Fecha         | Hora      | TV        |           |           |           |
| Atlético Chiriquí      | 1 - 0     | Sporting SM     | San Cristóbal             | 14 de febrero | 16:00     |           |           |           |           |
| Plaza Amador           | 0 - 1     | Universitario   | Rommel Fernández          | 14 de febrero | 18:15     |           |           |           |           |
| San Francisco          | 1 - 3     | Potros del Este | Agustín "Muquita" Sánchez | 14 de febrero | 20:30     |           |           |           |           |
| Umecit                 | 0 - 1     | Alianza         | Rafael Rodríguez          | 15 de febrero | 20:30     |           |           |           |           |
| Herrera                | 0 - 0     | Tauro           | Los Milagros              | 15 de febrero | 18:15     |           |           |           |           |
| Atlético Independiente | 2 - 1     | Árabe Unido     | Agustín "Muquita" Sánchez | 15 de febrero | 20:30     |           |           |           |           |
| Total de goles: 10     |           |                 |                           |               |           |           |           |           |           |

| Jornada 7          | Jornada 7 | Jornada 7              | Jornada 7                 | Jornada 7     | Jornada 7 | Jornada 7 | Jornada 7 | Jornada 7 | Jornada 7 |
| ------------------ | --------- | ---------------------- | ------------------------- | ------------- | --------- | --------- | --------- | --------- | --------- |
| Interconferencias  |           |                        |                           |               |           |           |           |           |           |
| Local              | Resultado | Visitante              | Estadio                   | Fecha         | Hora      | TV        |           |           |           |
| San Francisco      | 1 - 1     | Sporting SM            | Agustín "Muquita" Sánchez | 24 de febrero | 20:00     |           |           |           |           |
| Árabe Unido        | 1 - 1     | Herrera                | Armando Dely Valdés       | 25 de febrero | 16:00     |           |           |           |           |
| Universitario      | 0 - 1     | Tauro                  | Universidad Latina        | 25 de febrero | 18:15     |           |           |           |           |
| Plaza Amador       | 0 - 0     | Umecit                 | Los Andes                 | 25 de febrero | 20:30     |           |           |           |           |
| Potros del Este    | 1 - 1     | Atlético Independiente | Javier Cruz García        | 26 de febrero | 16:00     |           |           |           |           |
| Alianza            | 2 - 1     | Atlético Chiriquí      | Rommel Fernández          | 26 de febrero | 18:15     |           |           |           |           |
| Total de goles: 10 |           |                        |                           |               |           |           |           |           |           |

| Jornada 8          | Jornada 8 | Jornada 8         | Jornada 8                 | Jornada 8  | Jornada 8 | Jornada 8 | Jornada 8 | Jornada 8 | Jornada 8 |
| ------------------ | --------- | ----------------- | ------------------------- | ---------- | --------- | --------- | --------- | --------- | --------- |
| Interconferencias  |           |                   |                           |            |           |           |           |           |           |
| Local              | Resultado | Visitante         | Estadio                   | Fecha      | Hora      | TV        |           |           |           |
| San Francisco      | 1 - 1     | Plaza Amador      | Agustín "Muquita" Sánchez | 3 de marzo | 20:00     |           |           |           |           |
| Tauro              | 3 - 0     | Atlético Chiriquí | Rommel Fernandez          | 4 de marzo | 16:00     |           |           |           |           |
| Umecit             | 1 - 1     | Árabe Unido       | Rafael Rodríguez          | 4 de marzo | 18:15     |           |           |           |           |
| Herrera            | 2 - 1     | Alianza           | Los Milagros              | 4 de marzo | 20:30     |           |           |           |           |
| Potros del Este    | 4 - 0     | Universitario     | Javier Cruz García        | 5 de marzo | 16:00     |           |           |           |           |
| Sporting SM        | 1 - 2     | CA Independiente  | Los Andes                 | 5 de marzo | 18:15     |           |           |           |           |
| Total de goles: 17 |           |                   |                           |            |           |           |           |           |           |

| Jornada 9         | Jornada 9 | Jornada 9              | Jornada 9          | Jornada 9   | Jornada 9 | Jornada 9 | Jornada 9 | Jornada 9 | Jornada 9 |
| ----------------- | --------- | ---------------------- | ------------------ | ----------- | --------- | --------- | --------- | --------- | --------- |
| Interconferencias |           |                        |                    |             |           |           |           |           |           |
| Local             | Resultado | Visitante              | Estadio            | Fecha       | Hora      | TV        |           |           |           |
| Atlético Chiriquí | 0 - 0     | Árabe Unido            | San Cristóbal      | 10 de marzo | 20:00     |           |           |           |           |
| Alianza           | 0 - 1     | Atlético Independiente | Javier Cruz García | 11 de marzo | 16:00     |           |           |           |           |
| Universitario     | 0 - 0     | Sporting SM            | Universidad Latina | 11 de marzo | 18:15     |           |           |           |           |
| Plaza Amador      | 0 - 2     | Herrera                | Javier Cruz García | 11 de marzo | 20:30     |           |           |           |           |
| Umecit            | 4 - 0     | Potros del Este        | Rafael Rodríguez   | 12 de marzo | 16:00     |           |           |           |           |
| Tauro             | 2 - 0     | San Francisco          | Rommel Fernández   | 12 de marzo | 17:15     |           |           |           |           |
| Total de goles: 9 |           |                        |                    |             |           |           |           |           |           |

| Jornada 10             | Jornada 10 | Jornada 10      | Jornada 10                | Jornada 10  | Jornada 10 | Jornada 10 | Jornada 10 | Jornada 10 | Jornada 10 |
| ---------------------- | ---------- | --------------- | ------------------------- | ----------- | ---------- | ---------- | ---------- | ---------- | ---------- |
| Interconferencias      |            |                 |                           |             |            |            |            |            |            |
| Local                  | Resultado  | Visitante       | Estadio                   | Fecha       | Hora       | TV         |            |            |            |
| Sporting SM            | 0 - 0      | Umecit          | Los Andes                 | 17 de marzo | 20:00      |            |            |            |            |
| Árabe Unido            | 1 - 2      | Universitario   | Armando Dely Valdés       | 18 de marzo | 16:00      |            |            |            |            |
| Herrera                | 3 - 2      | Potros del Este | Los Milagros              | 18 de marzo | 18:15      |            |            |            |            |
| Atlético Chiriquí      | 0 - 3      | Plaza Amador    | San Cristóbal             | 18 de marzo | 20:30      |            |            |            |            |
| Alianza                | 0 - 0      | San Francisco   | Rommel Fernández          | 19 de marzo | 18:15      |            |            |            |            |
| Atlético Independiente | 0 - 0      | Tauro           | Agustín "Muquita" Sánchez | 20 de marzo | 20:00      |            |            |            |            |
| Total de goles: 11     |            |                 |                           |             |            |            |            |            |            |

| Jornada 11             | Jornada 11 | Jornada 11        | Jornada 11                | Jornada 11  | Jornada 11 | Jornada 11 | Jornada 11 | Jornada 11 | Jornada 11 |
| ---------------------- | ---------- | ----------------- | ------------------------- | ----------- | ---------- | ---------- | ---------- | ---------- | ---------- |
| Interconferencias      |            |                   |                           |             |            |            |            |            |            |
| Local                  | Resultado  | Visitante         | Estadio                   | Fecha       | Hora       | TV         |            |            |            |
| Atlético Independiente | 1 - 2      | Plaza Amador      | Agustín "Muquita" Sánchez | 24 de marzo | 20:00      |            |            |            |            |
| Árabe Unido            | 0 - 0      | San Francisco     | Armando Dely Valdés       | 25 de marzo | 16:00      |            |            |            |            |
| Universitario          | 1 - 1      | Alianza           | Universidad Latina        | 25 de marzo | 18:15      |            |            |            |            |
| Tauro                  | 0 - 1      | Umecit            | Rommel Fernández          | 25 de marzo | 20:30      |            |            |            |            |
| Potros del Este        | 2 - 1      | Atlético Chiriquí | Javier Cruz García        | 26 de marzo | 16:00      |            |            |            |            |
| Sporting SM            | 1 - 1      | Herrera           | Los Andes                 | 26 de marzo | 18:15      |            |            |            |            |
| Total de goles: 11     |            |                   |                           |             |            |            |            |            |            |

| Jornada 12         | Jornada 12 | Jornada 12             | Jornada 12                | Jornada 12  | Jornada 12 | Jornada 12 | Jornada 12 | Jornada 12 | Jornada 12 |
| ------------------ | ---------- | ---------------------- | ------------------------- | ----------- | ---------- | ---------- | ---------- | ---------- | ---------- |
| Conferencia Este   |            |                        |                           |             |            |            |            |            |            |
| Local              | Resultado  | Visitante              | Estadio                   | Fecha       | Hora       | TV         |            |            |            |
| Plaza Amador       | 0 - 1      | Árabe Unido            | Javier Cruz García        | 1 de abril  | 18:15      |            |            |            |            |
| Potros del Este    | 1 - 2      | Sporting SM            | Javier Cruz García        | 2 de abril  | 16:00      |            |            |            |            |
| Alianza            | 2 - 1      | Tauro                  | Rommel Fernández          | 2 de abril  | 18:15      |            |            |            |            |
| Conferencia Oeste  |            |                        |                           |             |            |            |            |            |            |
| Local              | Resultado  | Visitante              | Estadio                   | Fecha       | Hora       | TV         |            |            |            |
| San Francisco      | 2 - 1      | Universitario          | Agustín "Muquita" Sánchez | 31 de marzo | 20:00      |            |            |            |            |
| Umecit             | 1 - 3      | Atlético Independiente | Rafael Rodríguez          | 1 de abril  | 16:00      |            |            |            |            |
| Atlético Chiriquí  | 2 - 0      | Herrera                | San Cristóbal             | 1 de abril  | 20:30      |            |            |            |            |
| Total de goles: 16 |            |                        |                           |             |            |            |            |            |            |

| Jornada 13        | Jornada 13 | Jornada 13             | Jornada 13                | Jornada 13 | Jornada 13 | Jornada 13 | Jornada 13 | Jornada 13 | Jornada 13 |
| ----------------- | ---------- | ---------------------- | ------------------------- | ---------- | ---------- | ---------- | ---------- | ---------- | ---------- |
| Conferencia Este  |            |                        |                           |            |            |            |            |            |            |
| Local             | Resultado  | Visitante              | Estadio                   | Fecha      | Hora       | TV         |            |            |            |
| Árabe Unido       | 0 - 0      | Alianza                | Armando Dely Valdés       | 5 de abril | 18:15      |            |            |            |            |
| Plaza Amador      | 1 - 1      | Potros del Este        | Javier Cruz García        | 5 de abril | 16:00      |            |            |            |            |
| Tauro             | 0 - 1      | Sporting SM            | Rommel Fernández          | 5 de abril | 20:30      |            |            |            |            |
| Conferencia Oeste |            |                        |                           |            |            |            |            |            |            |
| Local             | Resultado  | Visitante              | Estadio                   | Fecha      | Hora       | TV         |            |            |            |
| Atlético Chiriquí | 0 - 0      | Universitario          | San Cristóbal             | 4 de abril | 16:00      |            |            |            |            |
| Herrera           | 3 - 0      | Atlético Independiente | Los Milagros              | 4 de abril | 18:30      |            |            |            |            |
| San Francisco     | 0 - 0      | Umecit                 | Agustín "Muquita" Sánchez | 4 de abril | 20:30      |            |            |            |            |
| Total de goles: 6 |            |                        |                           |            |            |            |            |            |            |

| Jornada 14             | Jornada 14 | Jornada 14        | Jornada 14                | Jornada 14  | Jornada 14 | Jornada 14 | Jornada 14 | Jornada 14 | Jornada 14 |
| ---------------------- | ---------- | ----------------- | ------------------------- | ----------- | ---------- | ---------- | ---------- | ---------- | ---------- |
| Conferencia Este       |            |                   |                           |             |            |            |            |            |            |
| Local                  | Resultado  | Visitante         | Estadio                   | Fecha       | Hora       | TV         |            |            |            |
| Alianza                | 2 - 1      | Plaza Amador      | Rommel Fernández          | 15 de abril | 20:30      |            |            |            |            |
| Potros del Este        | 2 - 0      | Tauro             | Javier Cruz García        | 16 de abril | 16:00      |            |            |            |            |
| Sporting SM            | 1 - 0      | Árabe Unido       | Los Andes                 | 16 de abril | 18:15      |            |            |            |            |
| Conferencia Oeste      |            |                   |                           |             |            |            |            |            |            |
| Local                  | Resultado  | Visitante         | Estadio                   | Fecha       | Hora       | TV         |            |            |            |
| Atlético Independiente | 3 - 0      | San Francisco     | Agustín "Muquita" Sánchez | 14 de abril | 20:00      |            |            |            |            |
| Umecit                 | 3 - 1      | Atlético Chiriquí | Rafael Rodríguez          | 15 de abril | 16:00      |            |            |            |            |
| Universitario          | 1 - 1      | Herrera           | Universidad Latina        | 15 de abril | 18:15      |            |            |            |            |
| Total de goles: 15     |            |                   |                           |             |            |            |            |            |            |

| Jornada 15         | Jornada 15 | Jornada 15             | Jornada 15          | Jornada 15  | Jornada 15 | Jornada 15 | Jornada 15 | Jornada 15 | Jornada 15 |
| ------------------ | ---------- | ---------------------- | ------------------- | ----------- | ---------- | ---------- | ---------- | ---------- | ---------- |
| Conferencia Este   |            |                        |                     |             |            |            |            |            |            |
| Local              | Resultado  | Visitante              | Estadio             | Fecha       | Hora       | TV         |            |            |            |
| Árabe Unido        | 4 - 1      | Potros del Este        | Armando Dely Valdés | 22 de abril | 16:00      |            |            |            |            |
| Tauro              | 0 - 2      | Plaza Amador           | Rommel Fernández    | 22 de abril | 16:00      |            |            |            |            |
| Sporting SM        | 2 - 0      | Alianza                | Los Andes           | 22 de abril | 16:00      | +          |            |            |            |
| Conferencia Oeste  |            |                        |                     |             |            |            |            |            |            |
| Local              | Resultado  | Visitante              | Estadio             | Fecha       | Hora       | TV         |            |            |            |
| Herrera            | 0 - 0      | San Francisco          | Los Milagros        | 22 de abril | 19:00      |            |            |            |            |
| Umecit             | 1 - 0      | Universitario          | Rafael Rodríguez    | 22 de abril | 19:00      |            |            |            |            |
| Atlético Chiriquí  | 1 - 6      | Atlético Independiente | San Cristóbal       | 22 de abril | 19:00      | +          |            |            |            |
| Total de goles: 17 |            |                        |                     |             |            |            |            |            |            |

| Jornada 16        | Jornada 16 | Jornada 16             | Jornada 16                | Jornada 16  | Jornada 16 | Jornada 16 | Jornada 16 | Jornada 16 | Jornada 16 |
| ----------------- | ---------- | ---------------------- | ------------------------- | ----------- | ---------- | ---------- | ---------- | ---------- | ---------- |
| Conferencia Este  |            |                        |                           |             |            |            |            |            |            |
| Local             | Resultado  | Visitante              | Estadio                   | Fecha       | Hora       | TV         |            |            |            |
| Potros del Este   | 2 - 0      | Alianza                | Javier Cruz García        | 29 de abril | 16:00      |            |            |            |            |
| Plaza Amador      | 1 - 0      | Sporting SM            | Rommel Fernández          | 29 de abril | 16:00      |            |            |            |            |
| Árabe Unido       | 0 - 1      | Tauro                  | Armando Dely Valdés       | 29 de abril | 16:00      | +          |            |            |            |
| Conferencia Oeste |            |                        |                           |             |            |            |            |            |            |
| Local             | Resultado  | Visitante              | Estadio                   | Fecha       | Hora       | TV         |            |            |            |
| Universitario     | 1 - 0      | Atlético Independiente | Universidad Latina        | 29 de abril | 18:15      |            |            |            |            |
| San Francisco     | 1 - 0      | Atlético Chiriquí      | Agustín "Muquita" Sánchez | 29 de abril | 18:15      |            |            |            |            |
| Umecit            | 1 - 0      | Herrera                | Rafael Rodríguez          | 29 de abril | 18:15      | +          |            |            |            |
| Total de goles: 7 |            |                        |                           |             |            |            |            |            |            |

## Fase Final
|  | Play-Offs 6 y 7 de mayo | Play-Offs 6 y 7 de mayo | Play-Offs 6 y 7 de mayo |                     |   | Semifinales 12 y 14 de mayo (Ida) 19 y 20 de mayo (Vuelta) | Semifinales 12 y 14 de mayo (Ida) 19 y 20 de mayo (Vuelta) | Semifinales 12 y 14 de mayo (Ida) 19 y 20 de mayo (Vuelta) | Semifinales 12 y 14 de mayo (Ida) 19 y 20 de mayo (Vuelta) | Semifinales 12 y 14 de mayo (Ida) 19 y 20 de mayo (Vuelta) |  |      | Final Clausura 27 de mayo | Final Clausura 27 de mayo | Final Clausura 27 de mayo |  |
|  |                         |                         |                         |                     |   |                                                            |                                                            |                                                            |                                                            |                                                            |  |      |                           |                           |                           |  |
|  |                         |                         |                         |                     |   |                                                            |                                                            |                                                            |                                                            |                                                            |  |      |                           |                           |                           |  |
|  |                         |                         |                         |                     |   |                                                            |                                                            |                                                            |                                                            |                                                            |  |      |                           |                           |                           |  |
|  |                         |                         |                         |                     |   |                                                            |                                                            |                                                            |                                                            |                                                            |  |      |                           |                           |                           |  |
|  |                         |                         |                         |                     |   |                                                            |                                                            |                                                            |                                                            |                                                            |  |      |                           |                           |                           |  |
|  |                         | 1°CE                    | Sporting S. M.          | 1                   | 1 | 2                                                          |                                                            |                                                            |                                                            |                                                            |  |      |                           |                           |                           |  |
|  |                         |                         |                         | 1                   | 1 | 2                                                          |                                                            |                                                            |                                                            |                                                            |  |      |                           |                           |                           |  |
|  |                         |                         | 3°CE                    | Tauro F. C.         | 2 | 2                                                          | 4                                                          |                                                            |                                                            |                                                            |  |      |                           |                           |                           |  |
|  | 2°CO                    | Herrera F. C.           | 3°CE                    | Tauro F. C.         | 2 | 2                                                          | 4                                                          | 1                                                          |                                                            |                                                            |  |      |                           |                           |                           |  |
|  | 2°CO                    | Herrera F. C.           |                         |                     |   |                                                            |                                                            |                                                            |                                                            |                                                            |  |      |                           |                           |                           |  |
|  | 3°CE                    | Tauro F. C.             | 2                       |                     |   |                                                            |                                                            |                                                            |                                                            |                                                            |  |      |                           |                           |                           |  |
|  | 3°CE                    | Tauro F. C.             | 2                       |                     |   |                                                            |                                                            |                                                            |                                                            |                                                            |  | 3°CE | Tauro F. C.               | 1                         |                           |  |
|  |                         |                         |                         |                     |   |                                                            |                                                            |                                                            |                                                            |                                                            |  | 3°CE | Tauro F. C.               | 1                         |                           |  |
|  |                         |                         | 1°CO                    | C. A. Independiente | 3 |                                                            |                                                            |                                                            |                                                            |                                                            |  |      |                           |                           |                           |  |
|  |                         |                         | 1°CO                    | C. A. Independiente | 3 |                                                            |                                                            |                                                            |                                                            |                                                            |  |      |                           |                           |                           |  |
|  |                         |                         |                         |                     |   |                                                            |                                                            |                                                            |                                                            |                                                            |  |      |                           |                           |                           |  |
|  |                         |                         |                         |                     |   |                                                            |                                                            |                                                            |                                                            |                                                            |  |      |                           |                           |                           |  |
|  |                         | 1°CO                    | C. A. Independiente     | 0                   | 3 | 3                                                          |                                                            |                                                            |                                                            |                                                            |  |      |                           |                           |                           |  |
|  |                         |                         |                         | 0                   | 3 | 3                                                          |                                                            |                                                            |                                                            |                                                            |  |      |                           |                           |                           |  |
|  |                         |                         | 2°CE                    | C. D. Plaza Amador  | 0 | 1                                                          | 1                                                          |                                                            |                                                            |                                                            |  |      |                           |                           |                           |  |
|  | 2°CE                    | C. D. Plaza Amador      | 2°CE                    | C. D. Plaza Amador  | 0 | 1                                                          | 1                                                          | 6                                                          |                                                            |                                                            |  |      |                           |                           |                           |  |
|  | 2°CE                    | C. D. Plaza Amador      |                         |                     |   |                                                            |                                                            |                                                            |                                                            |                                                            |  |      |                           |                           |                           |  |
|  | 3°CO                    | C. D. Universitario     | 0                       |                     |   |                                                            |                                                            |                                                            |                                                            |                                                            |  |      |                           |                           |                           |  |
|  | 3°CO                    | C. D. Universitario     | 0                       |                     |   |                                                            |                                                            |                                                            |                                                            |                                                            |  |      |                           |                           |                           |  |
|  |                         |                         |                         |                     |   |                                                            |                                                            |                                                            |                                                            |                                                            |  |      |                           |                           |                           |  |

### Repechajes

#### C. D. Plaza Amador -  C. D. Universitario
| 6 de mayo de 2023; 19:00 | CD Plaza Amador                                              | 6 : 0 (2:0) | CD Universitario | Estadio Rommel Fernández, Juan Díaz, Panamá |                            |
|                          | S. Ramírez 32' 62' · J. Murillo 34' 50' · R. Dinolis 73' 78' | Reporte     |                  | Árbitro(s): Oliver Vergara                  | Árbitro(s): Oliver Vergara |

#### Herrera F. C. - Tauro F. C.
| 7 de mayo de 2023; 18:15 | Herrera FC        | 1 : 2 (0:2) | Tauro FC                      | Estadio Los Milagros, Chitré, Herrera                   |                                                         |
|                          | S. Cunningham 47' | Reporte     | 7' V. Medina · 10' G. Negrete | Asistencia: 1,000 espectadores Árbitro(s): Noriel Reina | Asistencia: 1,000 espectadores Árbitro(s): Noriel Reina |

### Semifinales

#### Sporting San Miguelito - Tauro F. C.
| Ida; 14 de mayo de 2023; 18:15 | Tauro FC                       | 2 : 1 (2:1) | Sporting SM | Estadio Rommel Fernández, Juan Díaz, Panamá |                              |
|                                | L. Asprilla 33' · B. Goluz 37' | Reporte     | 1' C. Dupuy | Árbitro(s): Cristian Pinilla                | Árbitro(s): Cristian Pinilla |

| Vuelta; 19 de mayo de 2023; 20:00                                                                  | Sporting SM     | 1 : 2 (1:0) (Global 2 : 4) | Tauro FC                     | Complejo Deportivos Los Andes, San Miguelito, Panamá      |                                                           |
| | T. Rodríguez 2' | Reporte                    | 49' J. Vargas · 68' B. Goluz | Asistencia: 1,200 espectadores Árbitro(s): Fernando Morón | Asistencia: 1,200 espectadores Árbitro(s): Fernando Morón |
| El Tauro Fútbol Club avanzó a la final luego de vencer en el global 2:4 al Sporting San Miguelito. |                 |                            |                              |                                                           |                                                           |

#### C. A. Independiente - C. D. Plaza Amador
| Ida; 12 de mayo de 2023; 20:00 | CD Plaza Amador | 0 : 0 (0:0) | CA Independiente | Estadio Rommel Fernández, Juan Díaz, Panamá |                            |
|                                |                 | Reporte     |                  | Árbitro(s): Fernando Morón                  | Árbitro(s): Fernando Morón |

| Vuelta; 20 de mayo de 2023; 19:00 | CA Independiente                               | 3 : 1 (1:1) (t. s.)(Global 3 : 1) | CD Plaza Amador | Estadio Agustín Muquita Sánchez, La Chorrera, Panamá Oeste |                                                         |
|                                   | C. Small 6' · R. Águila 93' · A. Valverde 122' | Reporte                           | 24' S. Ramírez  | Asistencia: 2,250 espectadores Árbitro(s): Noriel Reina    | Asistencia: 2,250 espectadores Árbitro(s): Noriel Reina |

### Final

#### C. A. Independiente - Tauro F. C.
| Final; 27 de mayo de 2023; 19:00 | CA Independiente                               | 3 : 1 (1:1) | Tauro FC     | Estadio Rommel Fernández Gutiérrez, Ciudad de Panamá, Panamá |                                                            |
|                                  | G. Negrete 1' · V. Ávila 76' · A. Valverde 91' |             | 26' B. Goluz | Asistencia: 14,287 espectadores Árbitro(s): Oliver Vergara   | Asistencia: 14,287 espectadores Árbitro(s): Oliver Vergara |

| 12    | Guardameta     | Eddie Roberts      |     |
| 3     | Defensa        | Omar Davis         |     |
| 14    | Defensa        | Gilberto Hernández |     |
| 22    | Defensa        | Sergio Ramírez     |     |
| 13    | Defensa        | Jean Montenegro    | 45' |
| 23    | Centrocampista | Héctor Hurtado     |     |
| 51    | Centrocampista | Luis Fields        | 73' |
| 10    | Centrocampista | Rafael Águila      |     |
| 7     | Centrocampista | Jorge Serrano      | 92' |
| 25    | Delantero      | David Contreras    | 45' |
| 30    | Delantero      | Carlos Small       | 73' |
| D. T. | D. T.          | Franklin Narváez   |     |

| 30    | Guardameta     | Celino Hinojosa  |     |
| 5     | Defensa        | Luis Asprilla    |     |
| 14    | Defensa        | Gerardo Negrete  |     |
| 25    | Defensa        | Jan Vargas       |     |
| 22    | Defensa        | Francisco Vence  |     |
| 6     | Centrocampista | Irving Gudiño    |     |
| 18    | Centrocampista | Rolando Botello  |     |
| 17    | Centrocampista | Carlos Hernández |     |
| 8     | Delantero      | Víctor Medina    |     |
| 20    | Delantero      | Breidy Goluz     | 68' |
| 10    | Delantero      | Miguel Camargo   | 77' |
| D. T. | D. T.          | Diego Gutierre   |     |

| 11 | Centrocampista | Ángel Valverde  | 45' |
| 77 | Delantero      | Víctor Ávila    | 45' |
| 46 | Delantero      | Anthony Stewrat | 73' |
| 8  | Centrocampista | Uziel Maltez    | 73' |
| 37 | Centrocampista | Jair Modelo     | 92' |

| 21 | Delantero | Carlos Navas    | Entró |
| 7  | Delantero | Hiberto Peralta | 77'   |

| 1' · 76' · 91' | Gerardo Negrete Víctor Ávila Ángel Valverde | 3 |

| 26' | Breidy Goluz | 1 |

| 57' · 87' · 90' · 91' | Sergio Ramírez Víctor Ávila Rafael Águila Eddie Roberts |

| 38' · 60' | Rolando Botello Miguel Camargo |

| Principal  | Oliver Vergara    |
| Asistentes | Andrés Vargas     |
|            | Jorginho Vásquez  |
| Cuarto     | Cristian Pinilla  |
| Quinto     | Katherine Prescod |

|  |                    |     |     |
|  | Tiros              | 10  | 10  |
|  | Faltas             | 7   | 13  |
|  | Posesión del balón | 53% | 47% |

| 12    | Guardameta     | Eddie Roberts      |     |
| 3     | Defensa        | Omar Davis         |     |
| 14    | Defensa        | Gilberto Hernández |     |
| 22    | Defensa        | Sergio Ramírez     |     |
| 13    | Defensa        | Jean Montenegro    | 45' |
| 23    | Centrocampista | Héctor Hurtado     |     |
| 51    | Centrocampista | Luis Fields        | 73' |
| 10    | Centrocampista | Rafael Águila      |     |
| 7     | Centrocampista | Jorge Serrano      | 92' |
| 25    | Delantero      | David Contreras    | 45' |
| 30    | Delantero      | Carlos Small       | 73' |
| D. T. | D. T.          | Franklin Narváez   |     |

| 30    | Guardameta     | Celino Hinojosa  |     |
| 5     | Defensa        | Luis Asprilla    |     |
| 14    | Defensa        | Gerardo Negrete  |     |
| 25    | Defensa        | Jan Vargas       |     |
| 22    | Defensa        | Francisco Vence  |     |
| 6     | Centrocampista | Irving Gudiño    |     |
| 18    | Centrocampista | Rolando Botello  |     |
| 17    | Centrocampista | Carlos Hernández |     |
| 8     | Delantero      | Víctor Medina    |     |
| 20    | Delantero      | Breidy Goluz     | 68' |
| 10    | Delantero      | Miguel Camargo   | 77' |
| D. T. | D. T.          | Diego Gutierre   |     |

| 11 | Centrocampista | Ángel Valverde  | 45' |
| 77 | Delantero      | Víctor Ávila    | 45' |
| 46 | Delantero      | Anthony Stewrat | 73' |
| 8  | Centrocampista | Uziel Maltez    | 73' |
| 37 | Centrocampista | Jair Modelo     | 92' |

| 21 | Delantero | Carlos Navas    | Entró |
| 7  | Delantero | Hiberto Peralta | 77'   |

| 1' · 76' · 91' | Gerardo Negrete Víctor Ávila Ángel Valverde | 3 |

| 26' | Breidy Goluz | 1 |

| 57' · 87' · 90' · 91' | Sergio Ramírez Víctor Ávila Rafael Águila Eddie Roberts |

| 38' · 60' | Rolando Botello Miguel Camargo |

| Principal  | Oliver Vergara    |
| Asistentes | Andrés Vargas     |
|            | Jorginho Vásquez  |
| Cuarto     | Cristian Pinilla  |
| Quinto     | Katherine Prescod |

|  |                    |     |     |
|  | Tiros              | 10  | 10  |
|  | Faltas             | 7   | 13  |
|  | Posesión del balón | 53% | 47% |

| 12    | Guardameta     | Eddie Roberts      |     |
| 3     | Defensa        | Omar Davis         |     |
| 14    | Defensa        | Gilberto Hernández |     |
| 22    | Defensa        | Sergio Ramírez     |     |
| 13    | Defensa        | Jean Montenegro    | 45' |
| 23    | Centrocampista | Héctor Hurtado     |     |
| 51    | Centrocampista | Luis Fields        | 73' |
| 10    | Centrocampista | Rafael Águila      |     |
| 7     | Centrocampista | Jorge Serrano      | 92' |
| 25    | Delantero      | David Contreras    | 45' |
| 30    | Delantero      | Carlos Small       | 73' |
| D. T. | D. T.          | Franklin Narváez   |     |

| 30    | Guardameta     | Celino Hinojosa  |     |
| 5     | Defensa        | Luis Asprilla    |     |
| 14    | Defensa        | Gerardo Negrete  |     |
| 25    | Defensa        | Jan Vargas       |     |
| 22    | Defensa        | Francisco Vence  |     |
| 6     | Centrocampista | Irving Gudiño    |     |
| 18    | Centrocampista | Rolando Botello  |     |
| 17    | Centrocampista | Carlos Hernández |     |
| 8     | Delantero      | Víctor Medina    |     |
| 20    | Delantero      | Breidy Goluz     | 68' |
| 10    | Delantero      | Miguel Camargo   | 77' |
| D. T. | D. T.          | Diego Gutierre   |     |

| 11 | Centrocampista | Ángel Valverde  | 45' |
| 77 | Delantero      | Víctor Ávila    | 45' |
| 46 | Delantero      | Anthony Stewrat | 73' |
| 8  | Centrocampista | Uziel Maltez    | 73' |
| 37 | Centrocampista | Jair Modelo     | 92' |

| 21 | Delantero | Carlos Navas    | Entró |
| 7  | Delantero | Hiberto Peralta | 77'   |

| 1' · 76' · 91' | Gerardo Negrete Víctor Ávila Ángel Valverde | 3 |

| 26' | Breidy Goluz | 1 |

| 57' · 87' · 90' · 91' | Sergio Ramírez Víctor Ávila Rafael Águila Eddie Roberts |

| 38' · 60' | Rolando Botello Miguel Camargo |

| Principal  | Oliver Vergara    |
| Asistentes | Andrés Vargas     |
|            | Jorginho Vásquez  |
| Cuarto     | Cristian Pinilla  |
| Quinto     | Katherine Prescod |

|  |                    |     |     |
|  | Tiros              | 10  | 10  |
|  | Faltas             | 7   | 13  |
|  | Posesión del balón | 53% | 47% |

| 12    | Guardameta     | Eddie Roberts      |     |
| 3     | Defensa        | Omar Davis         |     |
| 14    | Defensa        | Gilberto Hernández |     |
| 22    | Defensa        | Sergio Ramírez     |     |
| 13    | Defensa        | Jean Montenegro    | 45' |
| 23    | Centrocampista | Héctor Hurtado     |     |
| 51    | Centrocampista | Luis Fields        | 73' |
| 10    | Centrocampista | Rafael Águila      |     |
| 7     | Centrocampista | Jorge Serrano      | 92' |
| 25    | Delantero      | David Contreras    | 45' |
| 30    | Delantero      | Carlos Small       | 73' |
| D. T. | D. T.          | Franklin Narváez   |     |

| 30    | Guardameta     | Celino Hinojosa  |     |
| 5     | Defensa        | Luis Asprilla    |     |
| 14    | Defensa        | Gerardo Negrete  |     |
| 25    | Defensa        | Jan Vargas       |     |
| 22    | Defensa        | Francisco Vence  |     |
| 6     | Centrocampista | Irving Gudiño    |     |
| 18    | Centrocampista | Rolando Botello  |     |
| 17    | Centrocampista | Carlos Hernández |     |
| 8     | Delantero      | Víctor Medina    |     |
| 20    | Delantero      | Breidy Goluz     | 68' |
| 10    | Delantero      | Miguel Camargo   | 77' |
| D. T. | D. T.          | Diego Gutierre   |     |

| 11 | Centrocampista | Ángel Valverde  | 45' |
| 77 | Delantero      | Víctor Ávila    | 45' |
| 46 | Delantero      | Anthony Stewrat | 73' |
| 8  | Centrocampista | Uziel Maltez    | 73' |
| 37 | Centrocampista | Jair Modelo     | 92' |

| 21 | Delantero | Carlos Navas    | Entró |
| 7  | Delantero | Hiberto Peralta | 77'   |

| 1' · 76' · 91' | Gerardo Negrete Víctor Ávila Ángel Valverde | 3 |

| 26' | Breidy Goluz | 1 |

| 57' · 87' · 90' · 91' | Sergio Ramírez Víctor Ávila Rafael Águila Eddie Roberts |

| 38' · 60' | Rolando Botello Miguel Camargo |

| Principal  | Oliver Vergara    |
| Asistentes | Andrés Vargas     |
|            | Jorginho Vásquez  |
| Cuarto     | Cristian Pinilla  |
| Quinto     | Katherine Prescod |

|  |                    |     |     |
|  | Tiros              | 10  | 10  |
|  | Faltas             | 7   | 13  |
|  | Posesión del balón | 53% | 47% |

|                                     |
| CA Independiente Campeón 5.° título |

## Estadísticas

### Máximos goleadores
Lista con los máximos goleadores de la competencia.
| 1.º                                      |  | Ronaldo Córdoba     | Herrera F.C.        | 15 |
| 2.º                                      |  | Breidy Goluz        | Tauro F.C.          | 7  |
| 3.º                                      |  | José Murillo        | C.D. Plaza Amador   | 6  |
| 3.º                                      |  | Alessandro Canales  | Potros del Este     | 6  |
| 4.º                                      |  | Angel Valverde      | C.A. Independiente  | 5  |
| 4.º                                      |  | Tomás Rodríguez     | Sporting S.M.       | 5  |
| 4.º                                      |  | Ronaldo Dinolis     | C.D. Plaza Amador   | 5  |
| 4.º                                      |  | César Yanis         | Potros del Este     | 5  |
| 4.º                                      |  | Anthony Stewart     | C.A. Independiente  | 5  |
| 4.º                                      |  | Darwin Pinzón       | Umecit F. C.        | 5  |
| 5.º                                      |  | Víctor Ávila        | C.A. Independiente  | 4  |
| 5.º                                      |  | Rafael Águila       | C.A. Independiente  | 4  |
| 5.º                                      |  | Carlos Small        | C.A. Independiente  | 4  |
| 5.º                                      |  | Jorge Serrano       | C.A. Independiente  | 4  |
| 5.º                                      |  | Valentín Pimentel   | Sporting S.M.       | 4  |
| 5.º                                      |  | Marlon Ávila        | C.A. Independiente  | 4  |
| 5.º                                      |  | Omar Browne         | Tauro F.C.          | 4  |
| 5.º                                      |  | Miguel Saavedra     | Atlético Chiriquí   | 4  |
| 6.º                                      |  | Sergio Cunningham   | Herrera F.C.        | 3  |
| 6.º                                      |  | Víctor Medina       | Tauro F.C.          | 3  |
| 6.º                                      |  | Samir Ramírez       | C.D. Plaza Amador   | 3  |
| 6.º                                      |  | Romario Piggott     | C.D. Plaza Amador   | 3  |
| 6.º                                      |  | Freyn Figueroa      | Atlético Chiriquí   | 3  |
| 6.º                                      |  | Leonel Tejada       | C.D. Árabe Unido    | 3  |
| 6.º                                      |  | Ricardo Ávila       | C.D. Universitario  | 3  |
| 6.º                                      |  | Gilberto Hernández  | C.A. Independiente  | 3  |
| 6.º                                      |  | Mario Carmona       | C.D. Universitario  | 3  |
| 6.º                                      |  | Ricardo Clarke      | C.D. Plaza Amador   | 3  |
| 6.º                                      |  | Yair Rentería       | C.D. Universitario  | 3  |
| 7.º                                      |  | Luis Asprilla       | Tauro F.C.          | 2  |
| 7.º                                      |  | Bayron Walters      | Potros del Este     | 2  |
| 7.º                                      |  | Davis Contreras     | C.A. Independiente  | 2  |
| 7.º                                      |  | Romario Rodríguez   | Umecit F. C.        | 2  |
| 7.º                                      |  | Joel Barría         | Sporting S.M.       | 2  |
| 7.º                                      |  | Alexis Corpas       | Sporting S.M.       | 2  |
| 7.º                                      |  | Efraín Bristan      | C.D. Árabe Unido    | 2  |
| 7.º                                      |  | Ricardo Phillips JR | Potros del Este     | 2  |
| 7.º                                      |  | John Jairo Alvarado | Alianza F.C.        | 2  |
| 7.º                                      |  | Alcides Díaz        | Alianza F.C.        | 2  |
| 7.º                                      |  | Richard Rodríguez   | Alianza F.C.        | 2  |
| 7.º                                      |  | Omar Hinestroza     | C.D. Árabe Unido    | 2  |
| 7.º                                      |  | Jorge Clement       | San Francisco F. C. | 2  |
| 7.º                                      |  | José Bernal         | Atlético Chiriquí   | 2  |
| 7.º                                      |  | Jair Catuy          | C.D. Universitario  | 2  |
| 7.º                                      |  | Ricardo Buitrago    | C.D. Plaza Amador   | 2  |
| 7.º                                      |  | Erick Rodríguez     | C.D. Universitario  | 2  |
| 7.º                                      |  | Ángel Caicedo       | C.D. Árabe Unido    | 2  |
| 7.º                                      |  | Eber Díaz           | Umecit F. C.        | 2  |
| 7.º                                      |  | Dionisio Bernal     | Herrera F.C.        | 2  |
| 7.º                                      |  | Yair Jaén           | Potros del Este     | 2  |
| 7.º                                      |  | Carlos Rojas        | San Francisco F. C. | 2  |
| 7.º                                      |  | Luis Zúñiga         | Sporting S.M.       | 2  |
| 7.º                                      |  | Yeison Ramírez      | San Francisco F. C. | 2  |
| 7.º                                      |  | Kevin Galván        | Sporting S.M.       | 2  |
| 7.º                                      |  | Alexis Cundumi      | Herrera F.C.        | 2  |
| 8.º                                      |  | Jan Vargas          | Tauro F.C.          | 1  |
| 8.º                                      |  | Chamir Dupuy        | Sporting S.M.       | 1  |
| 8.º                                      |  | Gerardo Negrete     | Tauro F.C.          | 1  |
| 8.º                                      |  | Jhamal Rodríguez    | San Francisco F. C. | 1  |
| 8.º                                      |  | Jeremy Pinzón       | C.D. Universitario  | 1  |
| 8.º                                      |  | Emmanuel Ceballos   | C.D. Árabe Unido    | 1  |
| 8.º                                      |  | Gabriel Brown       | C.D. Árabe Unido    | 1  |
| 8.º                                      |  | Didier Dawson       | C.D. Plaza Amador   | 1  |
| 8.º                                      |  | Juan Ramírez        | Atlético Chiriquí   | 1  |
| 8.º                                      |  | Edward Mosquera     | Umecit F. C.        | 1  |
| 8.º                                      |  | Angel Valencia      | Alianza F.C.        | 1  |
| 8.º                                      |  | Rafael Mosquera     | C.D. Plaza Amador   | 1  |
| 8.º                                      |  | Miguel Camargo      | Tauro F.C.          | 1  |
| 8.º                                      |  | Ricardo Mitre       | Potros del Este     | 1  |
| 8.º                                      |  | Andrés Palmezano    | Atlético Chiriquí   | 1  |
| 8.º                                      |  | Nicolas Wood        | C.D. Universitario  | 1  |
| 8.º                                      |  | Isidoro Hinestroza  | San Francisco F. C. | 1  |
| 8.º                                      |  | Newton Williams     | Sporting S.M.       | 1  |
| 8.º                                      |  | Ángel Ortega        | Potros del Este     | 1  |
| 8.º                                      |  | Ansony Frias        | Alianza F.C.        | 1  |
| 8.º                                      |  | Edson Samms         | Herrera F.C.        | 1  |
| 8.º                                      |  | Eiver Flores        | Herrera F.C.        | 1  |
| 8.º                                      |  | Kevin Calderón      | C.D. Universitario  | 1  |
| 8.º                                      |  | Víctor Medina       | Tauro F.C.          | 1  |
| 8.º                                      |  | Rogers Yela         | Umecit F. C.        | 1  |
| 8.º                                      |  | Josthyn Tenorio     | Umecit F. C.        | 1  |
| 8.º                                      |  | Azael Brown         | C.D. Universitario  | 1  |
| 8.º                                      |  | Sergio Ramírez      | C.A. Independiente  | 1  |
| 8.º                                      |  | Reynaldiño Verley   | Alianza F.C.        | 1  |
| 8.º                                      |  | Daniel Vargas       | Alianza F.C.        | 1  |
| 8.º                                      |  | Yamar Reed          | C.D. Árabe Unido    | 1  |
| 8.º                                      |  | Ángel Pérez         | Herrera F.C.        | 1  |
| 8.º                                      |  | Keny Bonilla        | San Francisco F. C. | 1  |
| 8.º                                      |  | Manuel Rodríguez    | Alianza F.C.        | 1  |
| 8.º                                      |  | Guillermo Benítez   | Potros del Este     | 1  |
| 8.º                                      |  | Héctor Hurtado      | C.A. Independiente  | 1  |
| 8.º                                      |  | Edgar Aparicio      | Sporting S.M.       | 1  |
| 8.º                                      |  | Arnold Villarreal   | Atlético Chiriquí   | 1  |
| 8.º                                      |  | Juan Villalobos     | C.D. Árabe Unido    | 1  |
| 8.º                                      |  | Chamell Asprilla    | Atlético Chiriquí   | 1  |
| 8.º                                      |  | Francisco Palacios  | San Francisco F. C. | 1  |
| 8.º                                      |  | Lilio Mena          | C.D. Universitario  | 1  |
| 8.º                                      |  | Jorlian Sánchez     | Sporting S.M.       | 1  |
| 8.º                                      |  | Abdiel Macea        | C.D. Árabe Unido    | 1  |
| 8.º                                      |  | Nilson Espinoza     | San Francisco F. C. | 1  |
| 8.º                                      |  | Ervin Zorrilla      | Potros del Este     | 1  |
| 8.º                                      |  | Fernando McClean    | Sporting S.M.       | 1  |
| 8.º                                      |  | Ángel Sánchez       | C.A. Independiente  | 1  |
| Última actualización: 27 de mayo de 2023 |  |                     |                     |    |

### Galardones por jornada
| Jornada | Posición        | Jugador             | Equipo              |
| ------- | --------------- | ------------------- | ------------------- |
| 1       |                 | Ronaldo Córdoba     | Herrera F. C.       |
| 2       | Omar Browne     | Tauro F. C.         |                     |
| 3       | Yair Renteria   | C.D. Universitario  |                     |
| 4       | Juan Villalobos | C.D. Árabe Unido    |                     |
| 5       |                 | Oliver Cawthorne    | Potros del Este     |
| 6       |                 | Aldair Arnedo       | C.D. Universitario  |
| 7       | José Guerra     | San Francisco F. C. |                     |
| 8       |                 | César Yanis         | Potros del Este     |
| 9       | Eber Díaz       | Umecit F. C.        |                     |
| 10      | Ronaldo Córdoba | Herrera F. C.       |                     |
| 11      |                 | Samuel Castañeda    | San Francisco F. C. |
| 12      |                 | Samuel Castañeda    | San Francisco F. C. |
| 13      |                 | Samuel Castañeda    | San Francisco F. C. |
| 14      | Kevin Melgar    | Alianza F.C.        |                     |
| 15      |                 | Romario Rodríguez   | Umecit F. C.        |
| 16      |                 | Manuel Loaiza       | Potros del Este     |

### Galardones mensuales
| Mes  | Posición        | Jugador           | Equipo             |
| ---- | --------------- | ----------------- | ------------------ |
| Ene. |                 | Yair Renteria     | C.D. Universitario |
| Feb. | Juan Villalobos | C.D. Árabe Unido  |                    |
| Mar. | Ronaldo Córdoba | Herrera F. C.     |                    |
| Abr. |                 | Romario Rodríguez | Umecit F. C.       |

## Tabla general

### Acumulada de la Temporada 2022-23
| Pos. | Equipo                 | Pts. | PJ | G  | E  | P  | GF | GC | Dif. | Clasificación 2023-24     |
| ---- | ---------------------- | ---- | -- | -- | -- | -- | -- | -- | ---- | ------------------------- |
| 1    | CA Independiente       | 62   | 32 | 19 | 5  | 8  | 59 | 28 | +31  | Copa Centroamericana 2023 |
| 2    | Sporting San Miguelito | 52   | 32 | 13 | 13 | 6  | 41 | 29 | +12  | Copa Centroamericana 2023 |
| 3    | CD Universitario       | 48   | 32 | 13 | 9  | 10 | 43 | 42 | +1   | Copa Centroamericana 2023 |
| 4    | CD Plaza Amador        | 46   | 32 | 12 | 10 | 10 | 37 | 34 | +3   |                           |
| 5    | Tauro FC               | 46   | 32 | 13 | 7  | 12 | 30 | 28 | +2   |                           |
| 6    | CD Árabe Unido         | 44   | 32 | 11 | 11 | 10 | 34 | 25 | +9   |                           |
| 7    | Alianza FC             | 43   | 32 | 12 | 7  | 13 | 26 | 32 | −6   |                           |
| 8    | Potros del Este        | 42   | 32 | 12 | 6  | 14 | 47 | 46 | +1   |                           |
| 9    | Herrera FC             | 40   | 32 | 9  | 13 | 10 | 34 | 42 | −8   |                           |
| 10   | San Francisco FC       | 36   | 32 | 8  | 12 | 12 | 31 | 35 | −4   |                           |
| 11   | CD Atlético Chiriquí   | 23   | 32 | 4  | 11 | 17 | 20 | 58 | −38  |                           |
| 12   | UMECIT FC              | 21   | 16 | 5  | 6  | 5  | 14 | 14 | 0    | Último lugar.             |

 Fuente: ,
Notas:
1. ↑  Campeón del Torneo Clausura 2022 y Campeón del Torneo Apertura 2023.
2. ↑  Subcampeón del Torneo Clausura 2022.
3. ↑  Subcampeón del Torneo Apertura 2023.

### Clasificación a torneos internacionales
| Clasificado como | Copa Centroamericana 2023 |
| ---------------- | ------------------------- |
| Panamá 1         | Atlético Independiente    |
| Panamá 2         | Sporting San Miguelito    |
| Panamá 3         | CD Universitario          |